# ويلسون براون (سياسي)
ويلسون براون (بالإنجليزية: Wilson Brown)‏ هو سياسي أمريكي، ولد في 27 أغسطس 1804 في آن أروندل كاونتي في الولايات المتحدة، وتوفي في 27 أغسطس 1855 في كاب جيراردو في الولايات المتحدة. حزبياً، نشط في الحزب الديمقراطي. وقد انتخب عضو مجلس نواب ولاية ميسوري.